# Oonops zeteki
Oonops zeteki là một loài nhện trong họ Oonopidae.
Loài này thuộc chi Oonops. Oonops zeteki được Arthur M. Chickering miêu tả năm 1951.